# THE 功夫
『THE 功夫』（ザ クンフー）は、ハドソンが開発し1987年11月21日に発売されたPCエンジン用横スクロールアクションゲーム。

## 概要
拳法家である王（ワン）が暗黒大帝「星厳呉」に乗っ取られた中国功夫界を救うため、様々な拳法の使い手を倒していく内容となっている。3つのシーンに分割されたステージ4つをクリアすると、1周クリアとなり、エンディングの後に2周目がスタートする。全3周。敵キャラクターには小動物や飛んでくる小道具といったものから、「イー」「リャン」「サン」といった戦闘員も登場する。本ゲームではPCエンジンの性能を生かし、ファミリーコンピュータやセガ・マークIIIなど在来の家庭用ゲーム機では表現が難しかった、画面高さ2分の1ほどの大きさを占める大型のキャラクターが登場することや、キャラクターのダメージが傷やあざでリアルに表現されることが特徴である。
本作はPCエンジンのローンチタイトルとして発売される予定であったが、発売直前にバグが発見され発売が延期となった。そのため実際の発売時期はPCエンジン発売から約1か月後になったが、パッケージのボリュームナンバーは当初の「Vol.1」のままとなっている。
2004年に携帯電話ゲームとして配信された他、バーチャルコンソール対応ソフトとして2007年にWii、2013年にニンテンドー3DS、2014年にWii Uにてそれぞれ配信された他、2010年にはPlayStation 3およびPlayStation Portable用ソフトとしてゲームアーカイブスにて配信された。その他にもいくつかのゲーム機やネットサービスでゲームデータ配信（もしくはプリインストール）されている（詳細は#移植版を参照）。

## ゲーム内容

### システム
『スパルタンX』（アイレム）のような横スクロール形のカンフーアクションゲーム。1周全4ステージで構成され、各ステージは障害物や敵が襲ってくる7個分の画面からなる道中（「ノーマル面」）と、スクロールしないボス「対決面」、各ステージの最後にある「ボーナス面」の3タイプの画面で構成されている。各ステージには3人のボスが登場し、1周あたり合計12人のボスと対決する。
プレイヤーは主人公「王（ワン）」を操作し、Iボタンでパンチ、IIボタンでキックを繰り出して敵キャラクターを倒していく。王には「パワー」の概念があり、敵キャラクターに触れるなどしてダメージを受けるごとに1つずつ減少するが、烏龍茶や飛んでくる特定の敵キャラクターを攻撃することで回復させられる。パワーゲージは10個までしか表示されず、1～10個の場合は銀色で表示、11個以上ある場合は金色で表示される。
ステージ最後の対決面をクリアした後にボーナスステージが存在する（ステージ4を除く）。タイミング良くボタンを押すことでヌンチャクを操り、目の前の壺を割って得点を得るステージ。タイミングを合わせて動くカーソルがゲージ一番上の「MAX」に近いほど割る力が強くなり、高得点が得られるが、「MIN」に近いとヌンチャクが体に当たり終了となる（ミスにはならない）。「MAX」で割るとボーナス点の他に体力回復（パワー残量により1 - 10個分）が付く。
パワーが0になると残機が一つ減り、残機が0になるとゲームオーバーとなってしまう。

### 技
通常技
- 正面突き（立ちパンチ）
- 下段突き（しゃがみパンチ）
- 正面蹴り
- 飛び蹴り
- 斜め飛び蹴り

必殺技
- デカパンチ - ボスから攻撃を2発喰らった後のパンチ攻撃。大きな拳で殴る技で、パワー3つ分の威力がある。
- 百烈拳 - ボスから攻撃を3発喰らった後のパンチ攻撃。パンチの連打で、パワー4つ分以上（ボスとの間合いで変動）の威力がある。

## ストーリー
中国の功夫は、今危機を迎えていた。邪悪な暗黒大帝が中国功夫最大の城「洛陽閣」（ルーヤンカク）を乗っ取ったのである。
正義に燃える「王」（ワン）は悪を倒すべく洛陽閣へ向かった。

## 敵キャラクター

### ザコキャラクター
毒蛾
50点。
百歩蛇
1000点。
火の玉
100点。
水の玉
1000点。
長槍
50点。
ヌンチャク
300点。
石
100点。
鉄玉
1000点。
こうもり
50点。
矢
150点。
大皿
500点。
ナイフ
100点。
扇
100点。
鉄扇
500点。
棍棒
300点。
戦闘毬
300点。
戦闘員（イー）
黒色のフードを被った敵。100点。
戦闘員（リャン）
緑色のフードを被った敵。しゃがむ動作をする。200点。
戦闘員（サン）
赤色のフードを被った敵。3回ダメージを与えないと倒せない。300点。
大岩
破壊不可。

### ボスキャラクター
早く倒せば（ボスBGMが1ループする前までに倒せば）2万点、それ以降は1万点。各シーンの最後（「対決面」）に待ち構えており、王同様にパワーの概念が存在する。
陳 大家（チン タージャ）
ステージ1の一人目のボス。緑のタンクトップシャツと迷彩ズボンを着用した禿頭の大男。金剛掌拳の使い手。
郭 良遠（クー リャンエン）
ステージ1の二体目のボス。カーキ色のタンクトップシャツと迷彩ズボンを着用した禿頭の大男。超怪力の持ち主であるがスピードが遅い。
星 観（シン クワアン）
ステージ1の三体目のボス。白いタンクトップシャツと迷彩ズボンを着用した禿頭の大男。大岩をも砕く頭突きが得意技。
娘 娘（ニャン ニャン）
ステージ2の一人目のボス。青い服の女性拳士。円舞拳の使い手で、高速でくるくる回転しながら円周蹴りをしてくる。
呉 遠龍（ウー イエンロン）
ステージ2の二人目のボス。王の色違いで、褐色の肌をし紫のカンフーパンツを履いている。足技が得意。
揚 清華（ヤン チンフア）
ステージ2の三人目のボス。橙色の服の女性拳士。円舞神拳の使い手。
李 欧扇（リー オーホー）
ステージ3の一人目のボス。青い服を着た長髪の青年。南拳の使い手で、重い蹴りと遠い突きが特徴。
洪 小良（ホン シャンリャン）
ステージ3の二人目のボス。王の色違いで、漆黒の肌をし藍色のカンフーパンツを履いている。黒豹拳の使い手。
清 沙羅（チン シャーリャー）
ステージ3の三人目のボス。赤紫の服を着た長髪の青年。三本突きが得意。
飲 烏龍（ヤム ウーロン）
ステージ4の一人目のボス。王の色違いで、銀色の肌をし紺色のカンフーパンツを履いている。白蓮紅拳の使い手。
沙羅李曼（サラリーマン）
ステージ4の二人目のボス。緑の服を着た長い金髪の青年。動きが実に速く、突き技に注意が必要。
星 厳呉（シー ゲンゴ）
ステージ4の三人目のボスであり、本作の最終ボス。暗黒帝王であり、あらゆる拳法を極めた老人。ダメージを与えても、ボスの持っている酒を飲めばダメージが回復してしまうので、飲むスキを与えないことが必要となる。

## 移植版
※ ハドソンを吸収合併したコナミデジタルエンタテインメント（KDE）が、現在同社の著作権を全て保有し、新規に購入が可能な機種版の販売元となっている。
| No. | タイトル              | 発売日                                   | 対応機種                                                    | 開発元   | 発売元   | メディア                              | 型式      | 備考 |
| --- | --------------------- | ---------------------------------------- | ----------------------------------------------------------- | -------- | -------- | ------------------------------------- | --------- | --- |
| 1   | THE 功夫              | 2004年6月7日                             | iアプリ                                                     | ハドソン | ハドソン | ダウンロード （着信☆あぷり♪）         | -         | |
| 2   | EU\|China Warrior     | 2007年6月5日 2007年6月22日 2007年6月25日 | Wii                                                         | -        | ハドソン | ダウンロード （バーチャルコンソール） | PBTJ PBTP | |
| 3   | THE 功夫              | 2010年1月20日                            | PlayStation 3 PlayStation Portable (PlayStation Network)    | -        | ハドソン | ダウンロード （ゲームアーカイブス）   | -         | - |
| 4   | TurboGrafx-16 GameBox | 2010年12月20日                           | iPhone/iPad (iOS)                                           | ハドソン | ハドソン | ダウンロード                          | 406585960 | - |
| 5   | THE 功夫              | 2013年6月3日                             | ひかりTVゲーム                                              | ハドソン | KDE      | ダウンロード                          | -         | |
| 6   | THE 功夫              | 2013年6月20日                            | G-cluster                                                   | ハドソン | KDE      | ダウンロード                          | -         | |
| 7   | THE 功夫              | 2013年12月25日                           | ニンテンドー3DS                                             | -        | KDE      | ダウンロード （バーチャルコンソール） | PNQJ      | |
| 8   | THE 功夫              | 2014年4月30日                            | Wii U                                                       | -        | KDE      | ダウンロード （バーチャルコンソール） | PNJJ      | |
| 9   | THE 功夫              | 2020年3月19日                            | PCエンジン mini TurboGrafx-16 mini PC Engine CoreGrafx mini | -        | KDE      | プリインストール                      | -         | 本体にあらかじめインストールされている、約50作品の一つとして収録。 また、販売地域を問わず日本版（PCエンジン版）が収録されている。 |

## 評価
- ゲーム誌『PC Engine FAN』の読者投票による「ゲーム通信簿」での評価は以下の通り16.68点（満30点）となっている[3]。また、この得点はPCエンジン全ソフトの中で474位（485本中、1993年時点）となっている。同雑誌1993年10月号特別付録の「PCエンジンオールカタログ'93」では、ゲームシステムが大味であると指摘した上で「相手をバシバシ殴りつける爽快感が味わえる。ストレス解消にイイ」と肯定的に評価している[3]。

| 項目 | キャラクタ | 音楽 | 操作性 | 熱中度 | お買得度 | オリジナリティ | 総合  |
| 得点 | 3.33       | 2.98 | 2.27   | 2.82   | 2.71     | 2.56           | 16.68 |

- ゲーム本『懐かしゲーム機大百科 PCエンジン完全ガイド 1987-1999』では、アイレムのアーケードゲーム『スパルタンX』（1984年）とゲームシステムが近い事や、画面の半分近くを占める巨大なキャラクターによってPCエンジンのハード性能を見せつけた事を指摘した上で、その代償として出演する敵への対処が難しい事や敵が色違いの使いまわしが多い事などから本作を否定的に評価した[13]。